# Symplocos macrocarpa
Espèce
Synonymes
- Eugenioides macrocarpum Kuntze[2]

Symplocos macrocarpa est une espèce de plantes à fleurs de la famille des Symplocaceae.

## Liste des sous-espèces
Selon Catalogue of Life (12 avril 2019) :
- sous-espèce Symplocos macrocarpa subsp. kanarana
- sous-espèce Symplocos macrocarpa subsp. macrocarpa

Selon Tropicos (12 avril 2019) :
- sous-espèce Symplocos macrocarpa subsp. kanarana Noot.

## Publication originale
- The Flora of British India 3(9): 582. 1882. (Dec. 1882)